# Anthony E. Zuiker
Anthony E. Zuiker (* 17. srpen 1968, Blue Island, Illinois) je tvůrce a výkonný producent amerických seriálů Kriminálka Las Vegas, Kriminálka Miami a Kriminálka New York.
V roce 2007 obdržel cenu Big Brother Award Austria 2007 v kategorii komunikace a marketingu.
Nové školní divadlo v Las Vegas nese jeho jméno – Anthony Zuiker Theatre.